# Ceratothoa transversa
Ceratothoa transversa là một loài chân đều trong họ Cymothoidae. Loài này được Richardson miêu tả khoa học năm 1900.